# Лирохвостый этелис
Лирохвостый этелис (лат. Etelis coruscans) —вид лучепёрых рыб семейства луциановых (Lutjanidae). Распространены в Индо-Тихоокеанской области. Максимальная длина тела 120 см. Морские бентопелагические рыбы. Имеют промысловое значение.

## Описание
Тело удлинённое, веретенообразной формы, несколько сжато с боков, покрыто чешуёй среднего размера. Ряды чешуй на спине параллельны боковой линии. В боковой линии 47—50 чешуй. Верхняя челюсть покрыта чешуёй, но без продольных гребней; её задний край доходит до вертикали, проходящей через середину орбиты глаза. Нижняя челюсть немного выдаётся вперёд. Зубы на челюстях маленькие, расположены в один ряд, конической формы, впереди 1—2 пары клыковидных зубов; есть зубы на нёбе; на сошнике зубы расположены V-образно, без заднего выроста в средней части. Межорбитальное пространство плоское. Ноздри на каждой стороне головы расположены близко друг к другу. На первой жаберной дуге 23—28 жаберных тычинок, в том числе 15—18 на нижней половине. Спинной плавник сплошной, но между колючей и мягкой частями заметная выемка. В колючей части 10 жёстких лучей, а в мягкой части 11 мягких лучей. Чешуя на спинном и анальном плавниках отсутствует. В анальном плавнике 3 жёстких и 8 мягких лучей. Последний мягкий луч в спинном и анальном плавниках немного удлинённый. Грудные плавники удлинённые, но несколько короче длины головы, с 15—16 мягкими лучами. Хвостовой плавник вильчатый, лопасти очень длинные (длина верхней лопасти составляет от 33 до 75% стандартной длины тела, её длина увеличивается по мере роста рыб).
Спина и верхняя половина тела тёмно-розового или красного цвета, нижняя часть тела и брюхо розовые или беловатые. Плавники от розового до красного цвета.
Максимальная длина тела 120 см, обычно до 50 см.

## Биология
Морские бентопелагические рыбы. Обитают у скалистых и коралловых рифов на континентальном шельфе на глубине от 90 до 400 м. Питаются преимущественно рыбами, в состав рациона также входят  крупные беспозвоночные (крабы, креветки, головоногие и пелагические сальпы).
Лирохвостые этелисы характеризуются медленным темпом роста и достигают половой зрелости в возрасте 4,5 года и старше. У Гавайских островов впервые созревают при длине тела 52,2 см (масса 2,22 кг), а 50% особей в популяции созревают при длине тела 66,3 см. Нерестовый сезон продолжительный, с июня по ноябрь с пиком в летние месяцы. Нерест порционный. 

## Ареал
Широко распространены в Индо-Тихоокеанской области от Красного моря и Персидского залива вдоль побережья восточной Африки и до Гавайских островов в Тихом океане. В западной части Тихого океана встречаются от Японии до Австралии и Новой Зеландии. Обнаружены у изолированных океанических островов.

## Взаимодействие с человеком
Лирохвостый этелис является промысловым видом во многих регионах на протяжении всего ареала. Ловят донными удочками и донными ярусами. Реализуется в свежем и мороженом виде.
Международный союз охраны природы присвоил этому виду охранный статус «Вызывающий наименьшие опасения».